# 中国经济周刊
《中国经济周刊》是人民日报社主管、主办的经济类综合周刊。
《中国经济周刊》始自1992年《人民日报》海外版创办的内参《中国经济快讯》。《中国经济快讯》1993年停办，1999年复办，2002年改版并公开发行。2004年1月，《中国经济快讯》改名《中国经济周刊》。2004年5月，《中国经济周刊》杂志社注册成立。